# Quizás, quizás, quizás
Quizás, quizás, quizás es una canción popular escrita en 1947 por el compositor cubano Osvaldo Farrés  e interpretada por primera vez por Bobby Capó. La letra de la versión en inglés fue escrita por Joe Davis y titulada Perhaps, perhaps, perhaps. 
La versión en italiano se llama Chissà, chissà, chissà, así como Qui sait, qui sait, qui sait en francés.

## Origen
Osvaldo Farrés era un asiduo de las veladas de su madre y en no pocas ocasiones se sentaba al piano a tocar sus propias canciones e incluso improvisarlas. Por aquellos años, las hermanas de Yonny eran jóvenes y tenían varios enamorados que las cortejaban, uno de ellos siempre invitaba a bailar a Olga, quien a la pregunta de “¿Bailaremos alguna vez?”, siempre respondía “Quizás... quizás... quizás...”. Un día Farrés, después de escuchar una vez más el intento fallido del enamorado, se sentó al piano y tarareó: “Siempre que te pregunto que cuándo, cómo y dónde, tú siempre me respondes, quizás, quizás, quizás”. Y así, empezó a componer la pieza.

## Versiones e intérpretes
Al ser uno de los temas más populares y reconocibles del cancionero melódico en lengua hispana ha sido interpretado y grabado por numerosos artistas, entre otros Sara Montiel y Nat King Cole. La canción es parte de la banda sonora, entre otras, de la oscarizada película Brokeback Mountain, durante una escena ambientada en México. O incluso películas tan lejanas al mundo hispanoamericano como In the mood for love, de Wong Kar Wai. La canción también ha sido versionada por Antonio Machín, Los Panchos, Paco de Lucía, Olé olé, Celia Cruz, Rigo Tovar, María Martha Serralima, Carlos Rivera, Andrea Bocelli, Zaz (cantante), Jennifer Lopez, Marisela, Laurel Aitken, Gaby Moreno, Roberto Alagna, Martín Zarzar, Sherezade Perdomo, Cake, Soleá Morente, The Peanuts, José Riaza, Hamed Zohairy, el pianista Sergio Mella, Luis Alberto del Paraná, French Latino y cientos de otros intérpretes.

## Versión de Il Divo
Il Divo, el cuarteto vocal de cantantes masculinos; el tenor suizo Urs Bühler, el barítono español Carlos Marín, el tenor estadounidense David Miller y el cantante pop francés Sébastien Izambard, junto con el productor colombiano ganador de múltiples premios Grammy Latinos Julio Reyes Copello, grabaron la canción para el álbum Amor & Pasión de Il Divo en 2015.